# Maurice Hewlett

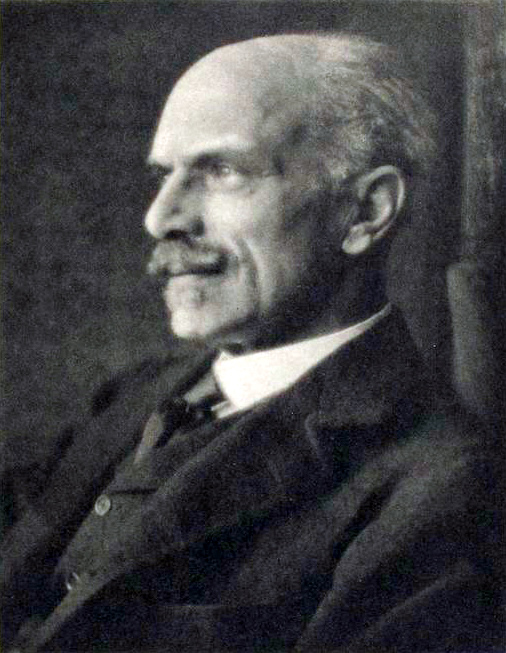
Maurice Hewlett

Maurice Henry Hewlett född 1861, död 1923, var en brittisk författare av historiska romaner, lyrik och essäer. 
Hewlett föddes i Weybridge som äldste son till Henry Gay Hewlett. Han utbildade sig i juridik vid London International College, Spring Grove, Isleworth. Han gav upp sin juristkarriär efter framgången med romanen Forest Lovers, 1898 . 
Hewlett gifte sig med Hilda Beatrice Herbert 3 January 1888 i St. Peter's Church, Vauxhall, där hennes far var kyrkoherde. Paret fick två barn, en dotter, Pia, och en son, Francis. De separerade 1914.
Han bosatte sig i Broad Chalke, Wiltshire. Hans vänner var bland andra, Evelyn Underhill och Ezra Pound, som han träffade på Poet's Club i London.

## Trivia
Hewlett var vän med J.M. Barrie, som namngav en av sina pirater i Peter Pan "Cecco" efter Hewletts son.